# Escala Monoyer

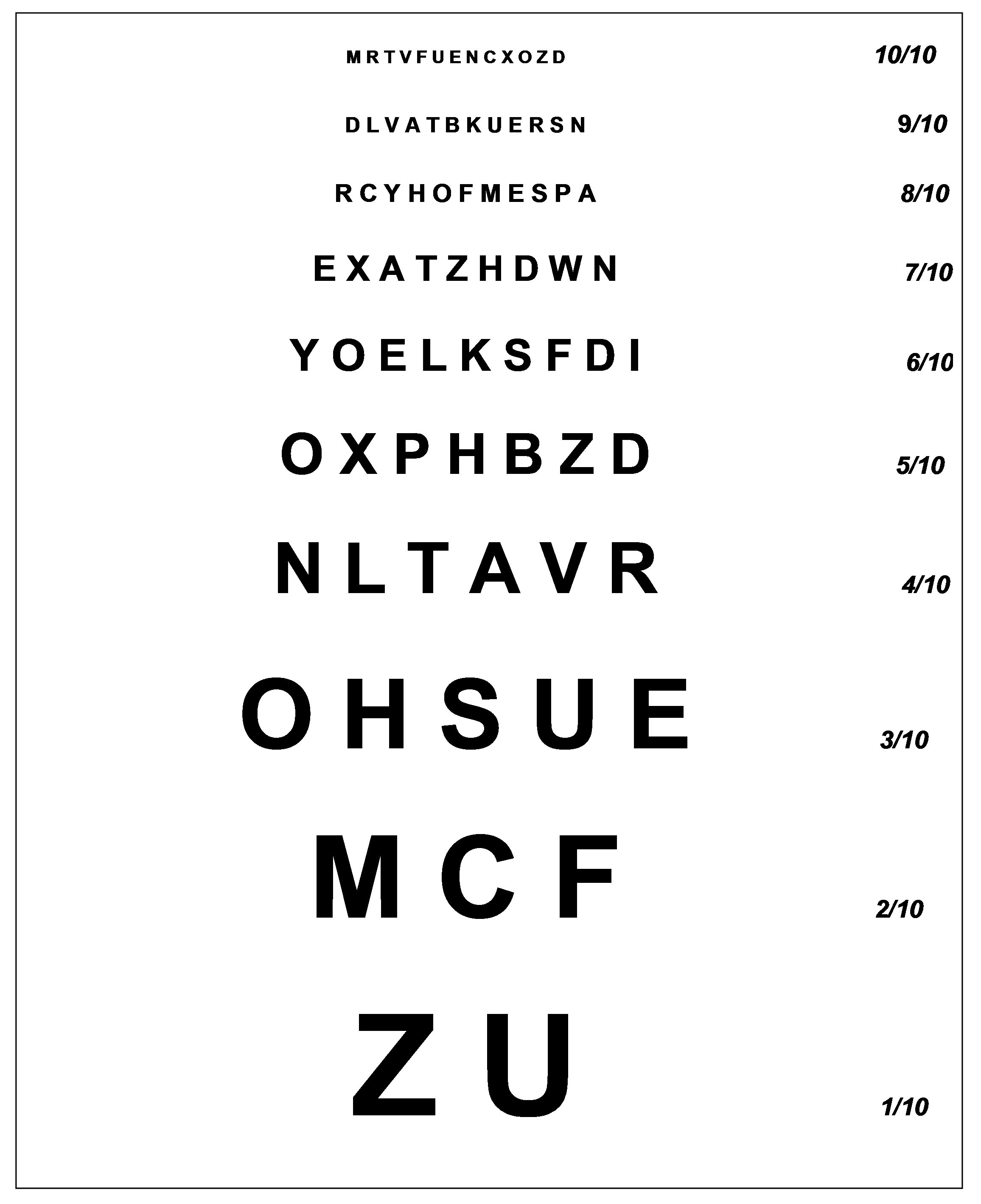
Presentació clàssica de l'escala Monoyer.

Les escales Monoyer són tests optométrics utilitzats per a determinar l'agudesa visual en oftalmologia, inventats per Ferdinand Monoyer.
Es tracta de tables, on les lletres de cada línia tenen la mateixa mida i la mida creix quan es baixa. Existeixen dues escales permetent un test a 3 o a 5 metres de distància.

## Tria de les lletres
Existeixen dues escales, que utilitzen les lletres capitals de l'alfabet llatí:
- el test per la visió a 3 m, que s'acaba per NXV ;
- el test per la visió a 5 m, que s'acaba per ZU.

Es pot observar que sobre el test per la visió a cinc metres acabant-se per ZU, el nom del seu creador és astutament amagat: les primeres i últimes cartes de les nou primeres línies llegides verticalment de baix n'altura formen el nom de Ferdinand Monoyer: es llegeix a l'esquerra, "Monoyer" i "DM" per Metge en Medicina, i a la dreta, "Ferdinand".

## Dimensió de les cartes
Les dimensions de les lletres corresponen a 5 vegades la distància de la discriminació corresponent a l'Agudesa visual mesurada.
Ha estat definit com :
AV = 1/α = x/10
amb:
- α = angle aparent de discriminació en minuts d'arc ;
- x = nombre de dècimes d'agudesa visual.

Així, per una agudesa visual de 10/10, α = 1' ≈ 0,0166°, sigui en radian, β = π/180α ≈ 0,00028972.
Així, per testar una AV de 10/10e a 5 m, la dimensió de discriminació corresponent és : d = D.tan(β) ≈ D.β ≈ 1,45 mm (observació : β radiant és baixa, tan(β) ≈ β), la dimensió de la lletra corresponent és doncs de 7,25 mm.
Així:
- per 8/10e, 8,75 mm ;
- per 2/10e, 35 mm.